# Wattignies-la-Victoire
Wattignies-la-Victoire és un municipi francès, situat a la regió dels Alts de França, al departament del Nord. L'any 2007 tenia 270 habitants.

## Demografia
| 1962                                       | 1968 | 1975 | 1982 | 1990 | 1999 | 2007 |
| ------------------------------------------ | ---- | ---- | ---- | ---- | ---- | ---- |
| 209                                        | 238  | 216  | 239  | 224  | 233  | 270  |
| Des de 1962: població sense dobles comptes |      |      |      |      |      |      |

## Administració
| Període   | Identitat    | Partit |
| --------- | ------------ | ------ |
| 2001-2007 | Jean Lévêque |        |
| 2008-     | Jean Lévêque |        |